# Neuvireuil
Neuvireuil est est une commune française située dans le département du Pas-de-Calais en région Hauts-de-France. Ses habitants sont appelés les Neuvireuillois. La commune est membre de la communauté de communes Osartis Marquion.

## Géographie

### Localisation
Localisée dans le sud-est du département du Pas-de-Calais, Neuvireuil est une commune située, à vol d'oiseau, à 10 km au sud-est de la commune de Lens (aire d'attraction) et à 11 km au nord-est de la commune d’Arras (chef-lieu d'arrondissement et préfecture du Pas-de-Calais).
Le territoire de la commune est limitrophe de ceux de cinq communes.
Les communes limitrophes sont  Bois-Bernard, Fresnes-lès-Montauban, Fresnoy-en-Gohelle, Izel-lès-Équerchin et Oppy.

### Géologie et relief
La superficie de la commune est de 4,34 km2 ; son altitude varie de 40  à   61 m.

### Hydrographie
La commune est située dans le bassin Artois-Picardie. Elle n'est drainée par aucun cours d'eau,.

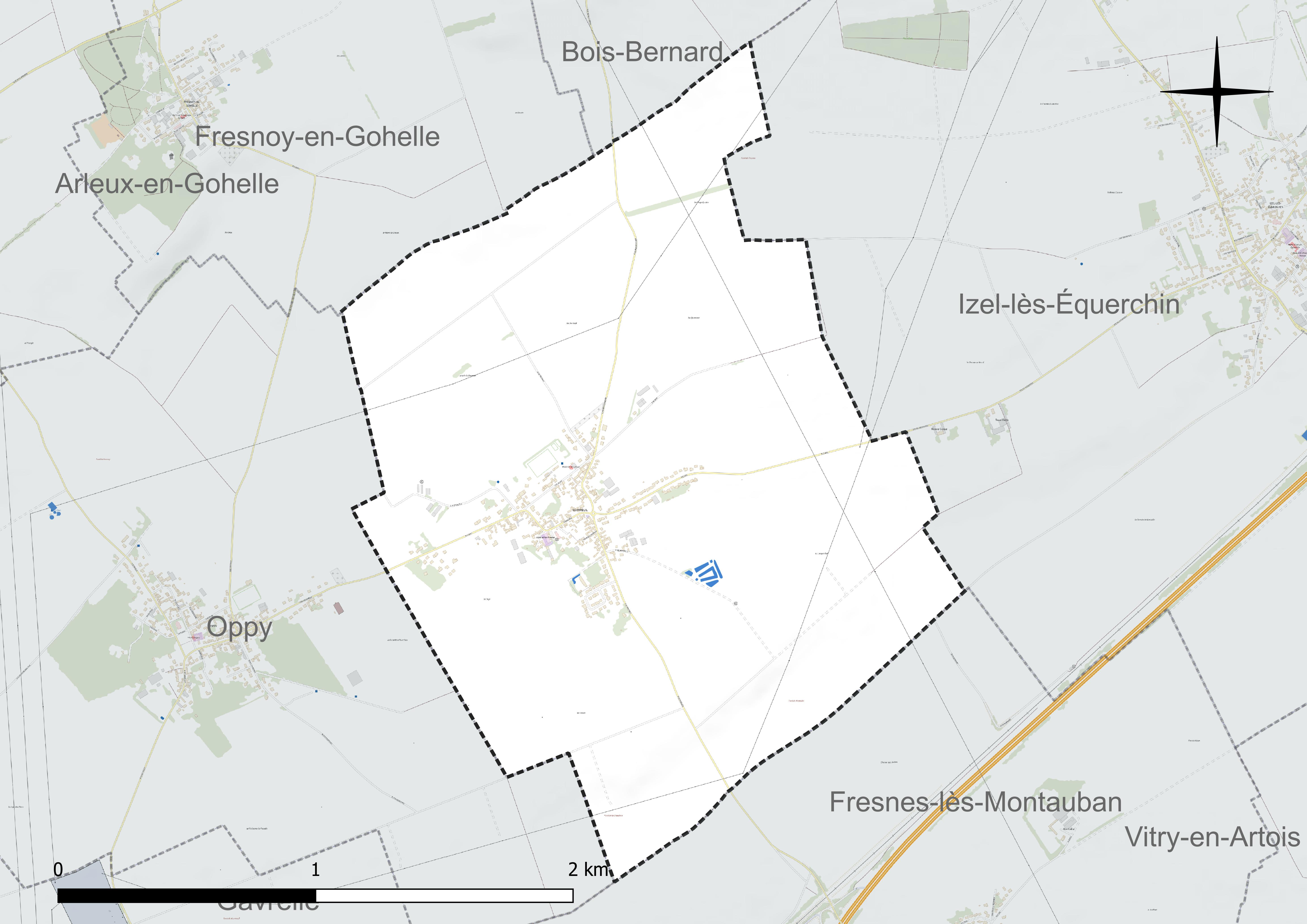
Réseau hydrographique de Neuvireuil.

### Climat
Pour des articles plus généraux, voir Climat des Hauts-de-France et Climat du Nord-Pas-de-Calais.
En 2010, le climat de la commune est de type climat océanique dégradé des plaines du Centre et du Nord, selon une étude du CNRS s'appuyant sur une série de données couvrant la période 1971-2000. En 2020, Météo-France publie une typologie des climats de la France métropolitaine dans laquelle la commune est exposée à un climat océanique et est dans la région climatique Nord-est du bassin Parisien, caractérisée par un ensoleillement médiocre, une pluviométrie moyenne régulièrement répartie au cours de l'année et un hiver froid (3 °C).
Pour la période 1971-2000, la température annuelle moyenne est de 10,4 °C, avec une amplitude thermique annuelle de 14,4 °C. Le cumul annuel moyen de précipitations est de 703 mm, avec 12,1 jours de précipitations en janvier et 8,7 jours en juillet. Pour la période 1991-2020, la température moyenne annuelle observée sur la station météorologique la plus proche, située sur la commune de Douai à 12 km à vol d'oiseau, est de 11,0 °C et le cumul annuel moyen de précipitations est de 729,2 mm,. Pour l'avenir, les paramètres climatiques de la commune estimés pour 2050 selon différents scénarios d'émission de gaz à effet de serre sont consultables sur un site dédié publié par Météo-France en novembre 2022.

### Milieux naturels et biodiversité
L’Inventaire national du patrimoine naturel (INPN) recense plusieurs espèces faunistiques et floristiques sur le territoire de la commune dont certaines sont protégées et d’autres menacées et quasi-menacées.

## Urbanisme

### Typologie
Au 1er janvier 2024, Neuvireuil est catégorisée commune rurale à habitat dispersé, selon la nouvelle grille communale de densité à sept niveaux définie par l'Insee en 2022.
Elle est située hors unité urbaine. Par ailleurs la commune fait partie de l'aire d'attraction de Lens - Liévin, dont elle est une commune de la couronne,. Cette aire, qui regroupe 50 communes, est catégorisée dans les aires de 200 000 à moins de 700 000 habitants,.

### Occupation des sols
L'occupation des sols de la commune, telle qu'elle ressort de la base de données européenne d'occupation biophysique des sols Corine Land Cover (CLC), est marquée par l'importance des territoires agricoles (93,5 % en 2018), une proportion sensiblement équivalente à celle de 1990 (93,3 %). La répartition détaillée en 2018 est la suivante : 
terres arables (93,5 %), zones urbanisées (6,5 %). L'évolution de l'occupation des sols de la commune et de ses infrastructures peut être observée sur les différentes représentations cartographiques du territoire : la carte de Cassini (XVIIIe siècle), la carte d'état-major (1820-1866) et les cartes ou photos aériennes de l'IGN pour la période actuelle (1950 à aujourd'hui).

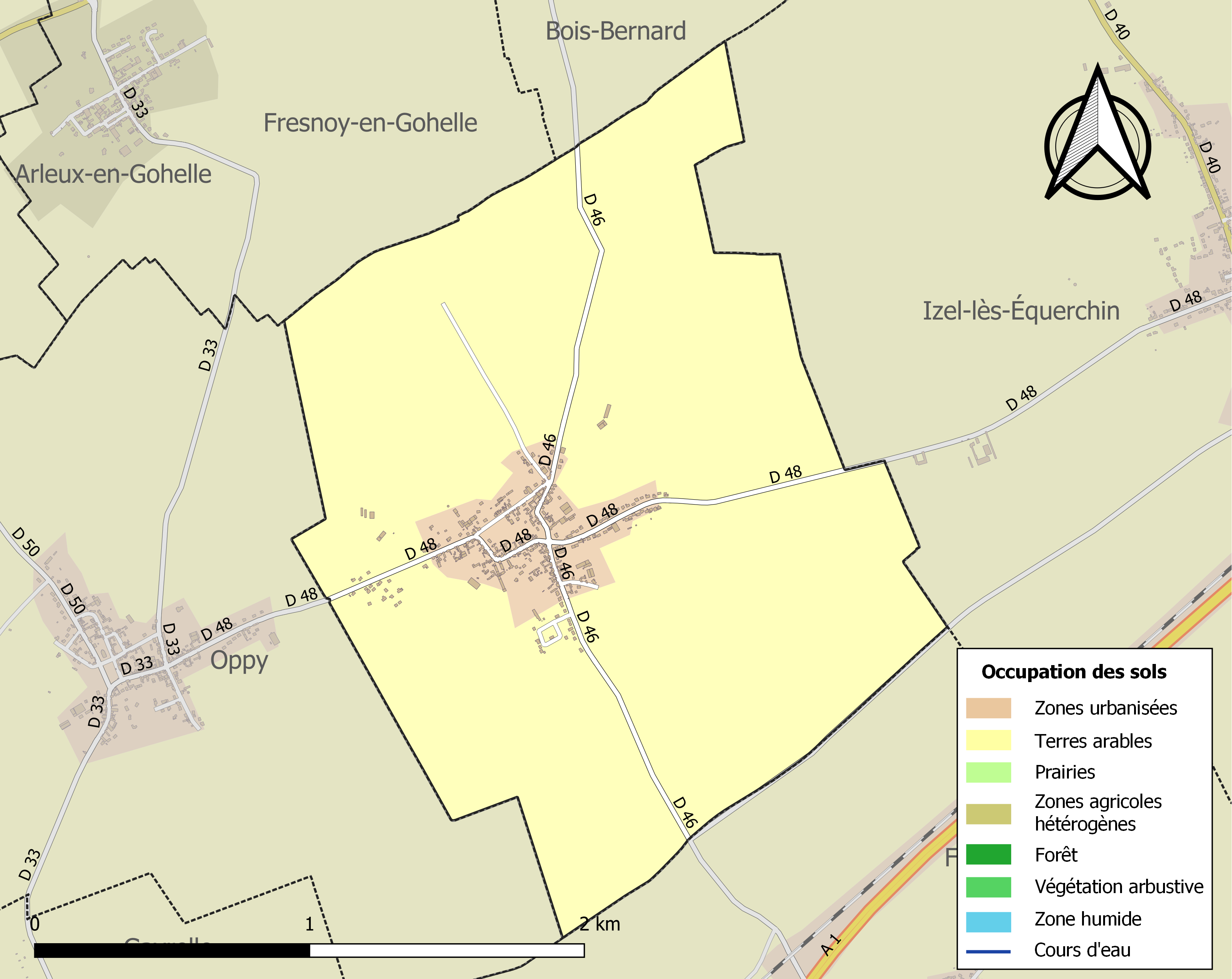
Carte des infrastructures et de l'occupation des sols de la commune en 2018 (CLC).

## Toponymie
Le nom de la localité est attesté sous les formes Novevillalele en 1098 ; Novevillule en 1102 ; Nova villula en 1156 ; Novillele en 1161 ; Novirelle en 1177 ; Nuevilele en 1194 ; Novillela au XIIe siècle ; Nova Virella en 1210 ; Nuevirele en 1213 ; Nevirele en 1217 ; Nuevirella en 1219 ; Nuevirele en 1227 ; Nuvirele en 1238 ; Nueviruelle en 1246 ; Nouweroel en 1282 ; Noveroel en 1285 ; Nueuviruele, Nueviroel au XIIIe siècle ; Novereul en 1310 ; Noveruel en 1320 ; Neuvireule en 1326 ; Neuvirelle en 1327 ; Noevirele en 1357 ; Neufvirelle en 1425 ; Neufvirelle-en-Arthois en 1559 ; Noevireule en 1651 ; Noeuvireulle en 1651 ; Noeviroeul en 1774 ; Neuvireuille au XVIIIe siècle ; ' en 1793 ; ' depuis 1801. ; Neuviroeul en 1793 ; Neuvireul et Neuvireuil depuis 1801.

## Histoire
Avant la Révolution française, Neuvireuil est le siège d'une seigneurie: l'un des derniers titulaires fut Pierre Louis Michel de Corbie (1698-1776 Lille), seigneur de Neuvireuil, Blicquy, Argens, bourgeois de Lille en 1730, anobli en 1732 par l'achat d'une charge de conseiller secrétaire du roi en la chancellerie près du Parlement de Flandres. Avant cette date, en 1610, Charles Widebien, licencié es-droits, bourgeois d'Arras le 5 septembre 1594, conseiller et receveur des aides ordinaires et extraordinaires du pays et comté d'Artois, anobli le 22 juin 1610, est dit seigneur de Neuvireulle.

### Première Guerre mondiale
La commune est décorée de la croix de guerre 1914-1918 par décret du 23 septembre 1920, distinction également attribuée à 276 autres communes du Pas-de-Calais.

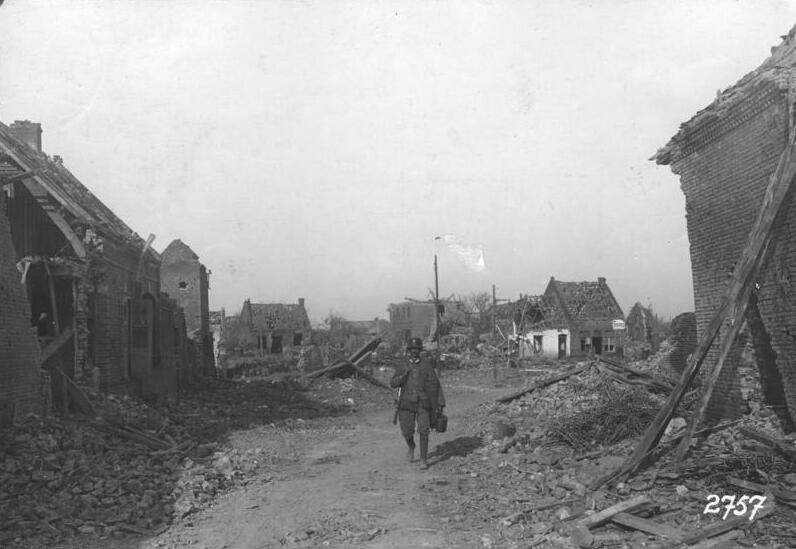
Un soldat allemand dans le village en ruine, en 1917.

## Politique et administration

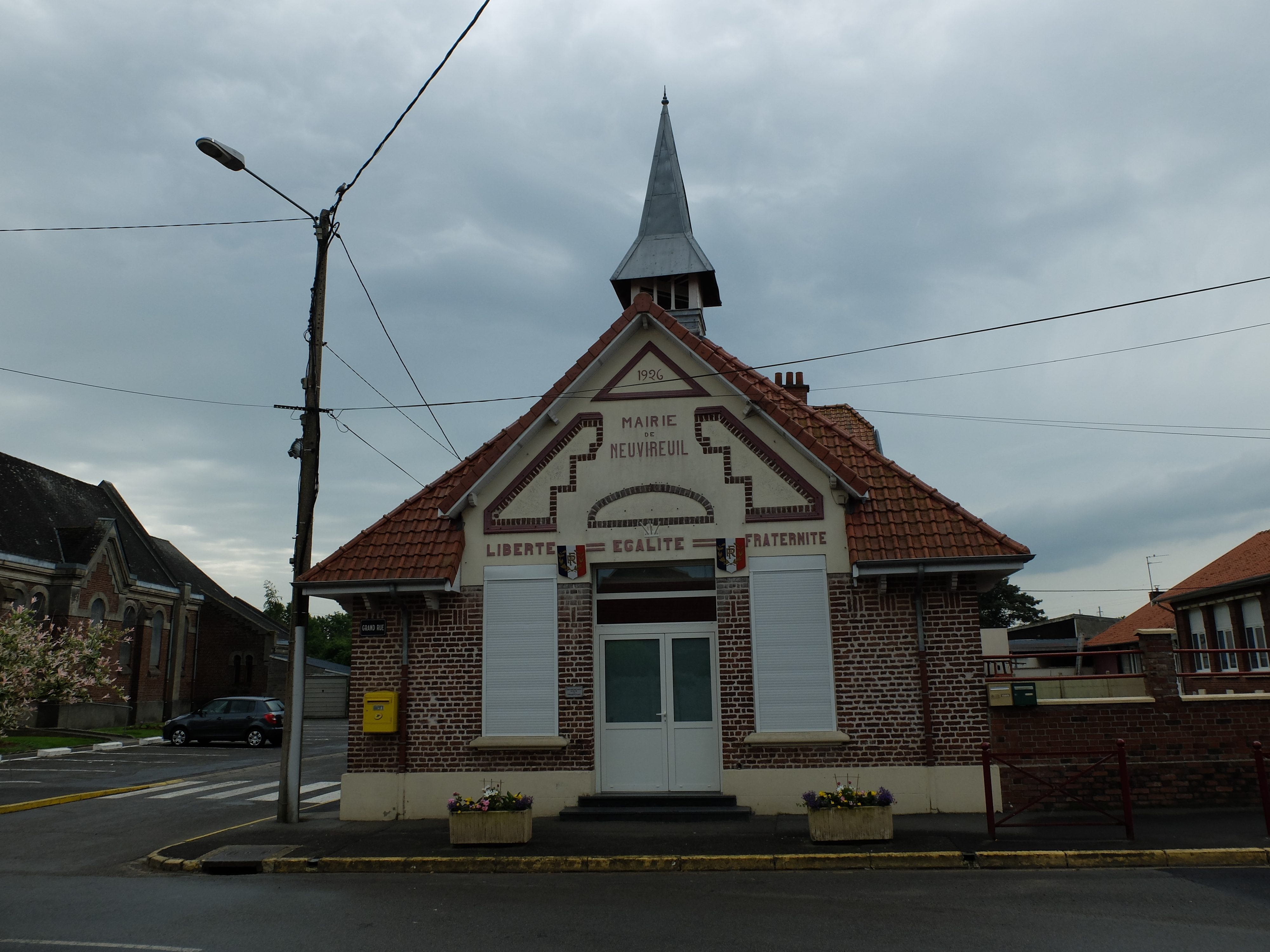
La mairie.

### Découpage territorial
La commune se trouve dans l'arrondissement d'Arras du département  du Pas-de-Calais.

#### Commune et intercommunalités
La commune est membre de la communauté de communes Osartis Marquion qui regroupe 49 communes et compte 42 651 habitants en 2021.

#### Circonscriptions administratives
La commune est rattachée au canton de Brebières.

#### Circonscriptions électorales
Pour l'élection des députés, la commune fait partie de la deuxième circonscription du Pas-de-Calais.

### Élections municipales et communautaires

#### Liste des maires
| Période                                  | Période                    | Identité            | Étiquette | Qualité                                            |
| ---------------------------------------- | -------------------------- | ------------------- | --------- | -------------------------------------------------- |
| Les données manquantes sont à compléter. |                            |                     |           |                                                    |
| janvier 2002                             | avril 2014                 | Jean-Pierre Duval   |           |                                                    |
| avril 2014                               | En cours (au 31 mars 2022) | Michel Houvenaeghel |           | Gérant de société, Réélu pour le mandat 2020-2026, |

## Population et société

### Démographie
Les habitants sont appelés les Neuvireuillois.

#### Évolution démographique
L'évolution du nombre d'habitants est connue à travers les recensements de la population effectués dans la commune depuis 1793. Pour les communes de moins de 10 000 habitants, une enquête de recensement portant sur toute la population est réalisée tous les cinq ans, les populations de référence des années intermédiaires étant quant à elles estimées par interpolation ou extrapolation. Pour la commune, le premier recensement exhaustif entrant dans le cadre du nouveau dispositif a été réalisé en 2007.

En 2022, la commune comptait 575 habitants, en évolution de +5,12 % par rapport à 2016 (Pas-de-Calais : −0,72 %, France hors Mayotte : +2,11 %).
| 1793 | 1800 | 1806 | 1821 | 1831 | 1836 | 1841 | 1846 | 1851 |
| ---- | ---- | ---- | ---- | ---- | ---- | ---- | ---- | ---- |
| 302  | 318  | 313  | 365  | 386  | 380  | 408  | 410  | 474  |

| 1856 | 1861 | 1866 | 1872 | 1876 | 1881 | 1886 | 1891 | 1896 |
| ---- | ---- | ---- | ---- | ---- | ---- | ---- | ---- | ---- |
| 544  | 566  | 566  | 527  | 521  | 524  | 535  | 544  | 565  |

| 1901 | 1906 | 1911 | 1921 | 1926 | 1931 | 1936 | 1946 | 1954 |
| ---- | ---- | ---- | ---- | ---- | ---- | ---- | ---- | ---- |
| 569  | 579  | 553  | 266  | 340  | 330  | 338  | 333  | 329  |

| 1962 | 1968 | 1975 | 1982 | 1990 | 1999 | 2006 | 2007 | 2012 |
| ---- | ---- | ---- | ---- | ---- | ---- | ---- | ---- | ---- |
| 360  | 362  | 330  | 424  | 474  | 451  | 457  | 458  | 495  |

| 2017 | 2022 | - | - | - | - | - | - | - |
| ---- | ---- | - | - | - | - | - | - | - |
| 574  | 575  | - | - | - | - | - | - | - |

#### Pyramide des âges
En 2018, le taux de personnes d'un âge inférieur à 30 ans s'élève à 36,4 %, soit en dessous de la moyenne départementale (36,7 %). De même, le taux de personnes d'âge supérieur à 60 ans est de 21,7 % la même année, alors qu'il est de 24,9 % au niveau départemental.
En 2018, la commune comptait 301 hommes pour 279 femmes, soit un taux de 51,90 % d'hommes, largement supérieur au taux départemental (48,50 %).
Les pyramides des âges de la commune et du département s'établissent comme suit.
| Hommes | Classe d’âge | Femmes |
| ------ | ------------ | ------ |
| 0,0    | 90 ou +      | 0,7    |
| 3,4    | 75-89 ans    | 4,0    |
| 16,5   | 60-74 ans    | 18,9   |
| 19,8   | 45-59 ans    | 21,0   |
| 21,5   | 30-44 ans    | 21,7   |
| 18,5   | 15-29 ans    | 18,5   |
| 20,4   | 0-14 ans     | 15,2   |

| Hommes | Classe d’âge | Femmes |
| ------ | ------------ | ------ |
| 0,5    | 90 ou +      | 1,6    |
| 5,6    | 75-89 ans    | 8,9    |
| 16,7   | 60-74 ans    | 18,1   |
| 20,2   | 45-59 ans    | 19,2   |
| 18,9   | 30-44 ans    | 18,1   |
| 18,2   | 15-29 ans    | 16,2   |
| 19,9   | 0-14 ans     | 17,9   |

## Culture locale et patrimoine

### Lieux et monuments

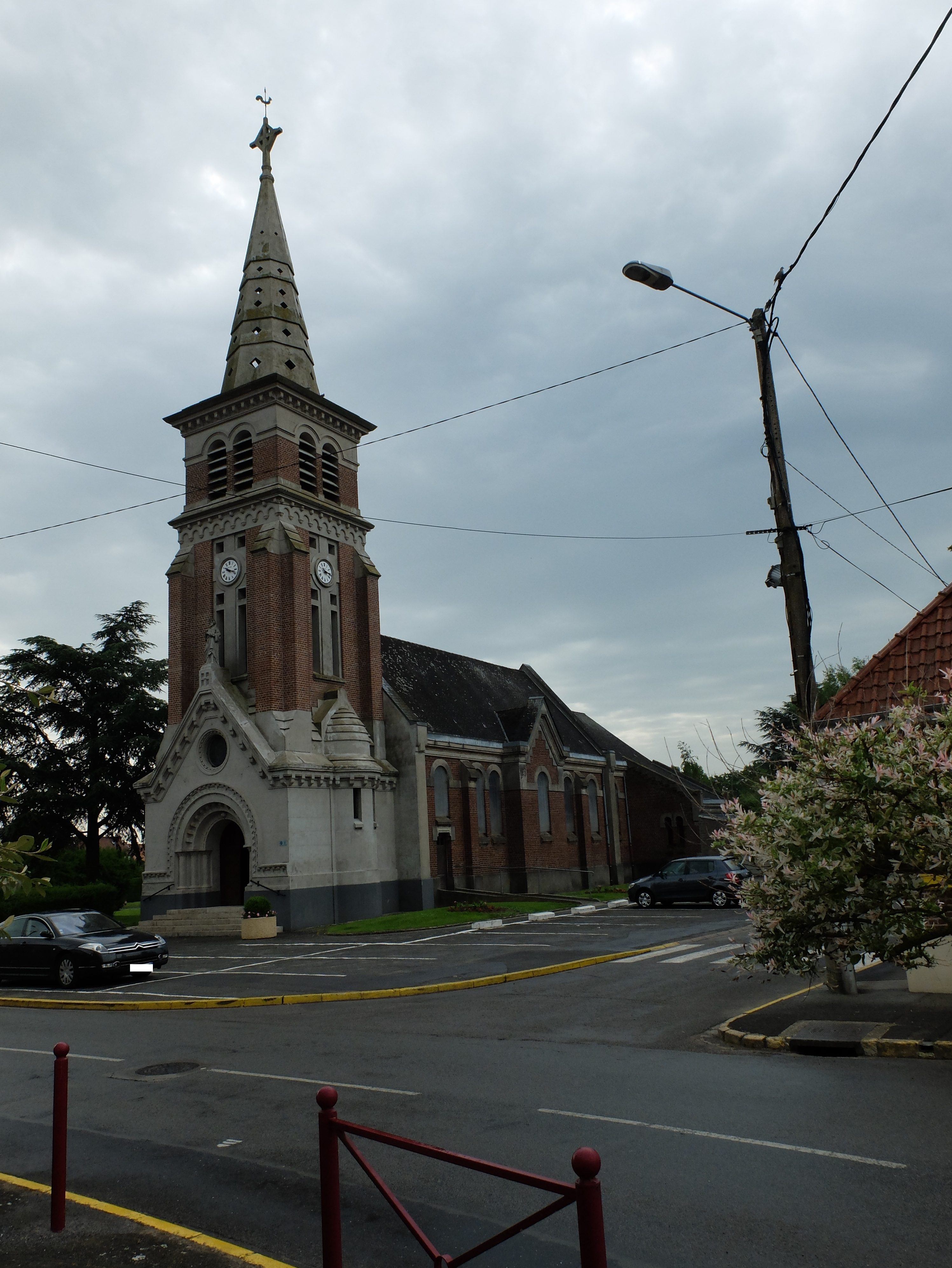
L'église.

- Le monument aux morts, surmonté d’un Poilu[35].
- L'église Saint-Amé.

### Personnalités liées à la commune
- Paul-Armand du Chastel de la Howarderie (1847-1936), est un généalogiste franco-belge qui a laissé une œuvre généalogique considérable, mort dans la commune.

### Héraldique
| Blason de Neuvireuil | Blason  | De gueules à dix losanges d'argent, accolés, aboutés et ordonnés 3, 3, 3 et 1 ; à la filière du même. Ornements extérieursCroix de guerre 1914-1918 |
| Blason de Neuvireuil | Détails | Le statut officiel du blason reste à déterminer. |

## Pour approfondir

#### Bases de données, dictionnaires et encyclopédies
- Ressources relatives à la géographie :   - Insee (communes)
  - Ldh/EHESS/Cassini
- Ressource relative à plusieurs domaines :   - Annuaire du service public français
- Notices d'autorité :   - BnF (données)